# نبرد کورگیدور
نبرد کورگیدور (انگلیسی: Battle of Corregidor) یکی از نبردها در سال ۱۹۴۲ جنگ جهانی دوم بود.